# Mevania angustifascia
Mevania angustifascia là một loài bướm đêm thuộc phân họ Arctiinae, họ Erebidae.